# لورنزو بندتی
لورنزو بندتی (انگلیسی: Lorenzo Benedetti؛ زادهٔ ۲۴ ژوئن ۱۹۹۲) بازیکن فوتبال اهل ایتالیا است.
از باشگاه‌هایی که در آن بازی کرده‌است می‌توان به باشگاه فوتبال فیورنتینا اشاره کرد.
وی همچنین در تیم ملی فوتبال Italy U20 Lega Pro بازی کرده‌است.